# العلاج بركوب الخيل

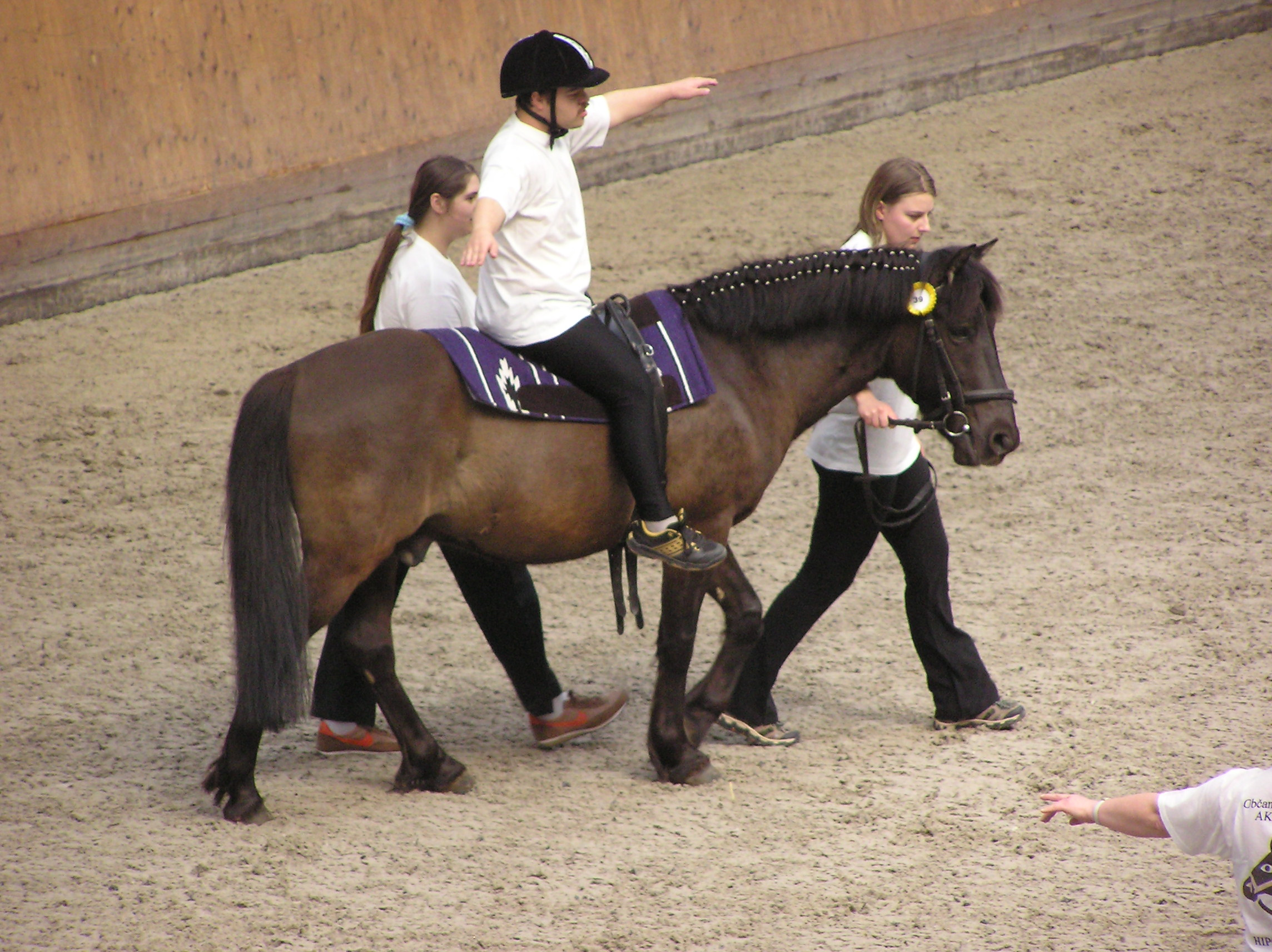
العلاج بركوب الخيل

العلاج بركوب الخيل (بالإنجليزية Hippotherapy) هو أسلوب علاجي باستخدام الحيوانات منتشر في جميع أنحاء العالم، يجمع بين العناصر التربوية والنفسية والتأهيلية باستخدام الخيول. تستهدف جلسات العلاج بركوب الخيل الأطفال والمراهقين والبالغين الذين يعانون من إعاقات أو اضطرابات جسدية ونفسية.
أثناء العلاج، يتعلم الشخص التعامل مع الحصان، ما يساعده على تحسين توازنه وتقوية عضلاته، كما أن التفاعل العاطفي مع الحصان يعزز من ثقته بنفسه ويساعده على التعامل مع التوتر والقلق. يتسم العلاج ببيئة داعمة تساعد المريض على مواجهة تحدياته الشخصية في إطار إيجابي وآمن.
بفضل الاتصال المباشر مع الطبيعة والعمل مع الحصان، يتمكن المريض من تطوير مهارات اجتماعية وذهنية، بالإضافة إلى اكتساب فهم أعمق لذاته وقدراته. هذه التجربة الفريدة توفر له فرصة للتغلب على مخاوفه وتحقيق النجاح بطريقة حيوية وفعالة.